# Comuna Șîrmivka, Pohrebîșce
Șîrmivka (în ucraineană Ширмівка) este o comună în raionul Pohrebîșce, regiunea Vinnița, Ucraina, formată din satele Șîrmivka (reședința), Sosnivka și Svîtînți.

## Demografie
Componența lingvistică a satului Șîrmivka
     Ucraineană (99,35%)
     Alte limbi (0,65%)
Conform recensământului din 2001, majoritatea populației satului Șîrmivka era vorbitoare de ucraineană (99,35%), existând în minoritate și vorbitori de alte limbi.